# Herman Sandberg
Herman Willem Sandberg (Dieren, 19 december 1918 - Laren, 10 januari 2008) was een Nederlands journalist. Van 1961 tot 1981 was hij hoofdredacteur van Het Parool.

## Leven en werk
Tijdens de Tweede Wereldoorlog zat hij in het verzet en was hij al betrokken bij Het Parool, toen nog een illegale krant. Sinds 1950 werkte hij voor het dagblad als buitenlandcorrespondent. Tijdens de Duitse bezetting behoorde hij tot de sleutelfiguren in de Persoonsbewijzencentrale (PBC), de verzetsorganisatie onder leiding van Gerrit van der Veen die zich toelegde op het vervaardigen van valse persoonsbewijzen en bonkaarten. In de tweede helft van 1944 tot de bevrijding in mei 1945 nam hij als commandant van een knokploeg van de PBC ook deel aan het gewapend verzet. Van 1961 tot 1981 was hij hoofdredacteur van het dagblad Het Parool.
Hij was gehuwd met Rieke Hagen, een PBC-koerierster die hij in het verzet had leren kennen. Uit hun huwelijk werden drie kinderen geboren: Jan (journalist), Jacobijn (psychologe) en Pieter (advocaat).
Sandberg studeerde rechten aan de Universiteit van Amsterdam, waar hij kort voor de afkondiging van de loyaliteitsverklaring voor studenten (13 maart 1943) zijn meesterstitel behaalde. In zijn eindexamenklas van het Amsterdams Lyceum zaten drie leerlingen met wie hij tijdens de bezetting bij de ondergrondse ging: Bart van Tongeren, Henk Warners en Leendert van Geest. Met alle drie zou hij nauw samenwerken in de vervalsingsafdeling van de PBC, die valse identiteitsbewijzen produceerde voor illegale werkers en onderduikers. In een vraaggesprek met Frits Abrahams in NRC Handelsblad van 9 juni 1990 vertelde Sandberg, dat de grootste voldoening die een niet van echt te onderscheiden vals persoonsbewijs in de bezettingstijd hem gaf niet zozeer bestond uit het misleiden van de Duitsers, als wel uit het feit er mensen mee te hebben geholpen uit handen van de Duitsers te blijven.

## Het Parool
Na een stage als correspondent in Parijs trad Sandberg in 1950 in dienst van Het Parool, waarvoor hij meer dan tien jaar buitenlandse posten zou bekleden als correspondent in Bonn (de hoofdstad van West-Duitsland) en Londen. In zijn Duitse periode voltooide hij zijn proefschrift over de wordingsgeschiedenis van de Bondsrepubliek Duitsland.
In 1961 volgde hij  P.J. Koets op als hoofdredacteur van Het Parool. In die functie werd hij de langst functionerende hoofdredacteur in de geschiedenis van de krant. Na Van Heuven Goedhart en Koets (PvdA'ers) was hij de eerste politiek ongebonden hoofdredacteur van Het Parool. Hij had te maken met het Stichtingsbestuur van Het Parool, dat met de PvdA verwant was, maar had bedongen dat hij volledig vrij zou staan in zijn beoordeling van de politiek. Zelf had hij tegen het einde van de jaren zestig een zekere sympathie voor D'66, zonder zich overigens aan die partij te binden. Zijn gebrek aan affiniteit met het beleid van de Partij van de Arbeid betekende een breuk tussen krant en partij, die al kort na zijn aantreden als hoofdredacteur leidde tot een uittocht van PvdA-gezinde bestuursleden (Ivo Samkalden, Hein Vos en Ko Suurhoff).

## Vernieuwingen
In zijn eerste jaren als hoofdredacteur voerde Sandberg vergaande vernieuwingen bij Het Parool door, die de krant in de tweede helft van de jaren zestig tot de beste van Nederland maakten. Zo introduceerde hij de dagelijkse opiniepagina's naar het voorbeeld van de New York Times en publiceerde hij essays van Karel van het Reve, markante commentaren van economen als Jan Pen en Jan Beishuizen, alsmede columns van bekende internationale commentatoren. Een nieuw genre in de krant waren de gepersonaliseerde reportages van de verslaggevers Klaas Peereboom, Han Mulder en Aad van der Mijn, die geïllustreerd werden door de geavanceerde fotografie van Bert Sprenkeling en Charly Vlek, later ook van Wubbo de Jong. Ook verbond hij de debuterende tekenaars Peter van Straaten en de kunstenares Marte Röling aan de krant. Onder Sandbergs bewind debuteerde ook de politieke essayist Bart Tromp, die vele jaren aan Het Parool verbonden zou blijven.
Sandbergs ideaal was een krant te maken die zowel intellectueel prikkelend als in alle geledingen leesbaar was, een kwaliteitskrant die ook door 'gewone mensen' gelezen werd. Onvoorziene demografische ontwikkelingen (tienduizenden gezinnen die Amsterdam in de jaren zeventig verlieten om zich in de buitengemeenten te vestigen, waardoor het lezersbestand daalde van 175.000 naar 125.000 abonnees) frustreerden dat ideaal. Ook het hoofdredactionele genuanceerde pro-Amerikaanse standpunt ten aanzien van het Vietnam-conflict speelde bij dat verlies van abonnees een rol. Tegen het einde van zijn hoofdredacteurschap werd Het Parool gedwongen zijn landelijke aspiraties op te geven om zich hoofdzakelijk op de lokale Amsterdamse lezersmarkt te concentreren.
Sandbergs dagelijkse hoofdartikelen werden gerekend tot de beste in de Nederlandse journalistiek. Een mijlpaal was zijn hoofdartikel in Het Parool van 8 november 1978 over de actie van de 'nationale' historicus Loe de Jong tegen de fractievoorzitter van de Anti-Revolutionaire partij in de Tweede Kamer Willem Aantjes, die volgens De Jong bij zijn kandidaatstelling voor de Tweede Kamer zijn lidmaatschap van de SS in de Tweede Wereldoorlog verzwegen had. Die door veel publiciteit begeleide onthulling, die leidde tot het aftreden van Aantjes als fractievoorzitter, kwam De Jong op scherpe kritiek van zijn 'eigen' krant te staan. In Sandbergs hoofdartikel werd de op dat moment meest invloedrijke historicus van Nederland ervan beticht zich drie rollen te hebben aangemeten: als een officier van justitie met een te sterk aangezette tenlastelegging, als veroordelend rechter en als uitlokker van volkswoede met een schervengericht). De scherpe toon in dat hoofdartikel was des te opmerkelijker, omdat de historicus De Jong behalve directeur van het Rijksinstituut voor Oorlogsdocumentatie ook lid was van het Stichtingsbestuur van Het Parool en als zodanig deel uitmaakte van een gremium dat formeel boven Sandberg stond. Aantjes werd later grotendeels gerehabiliteerd, toen erkend werd dat zijn ontkenning van zijn 'oorlogsverleden' feitelijk niet onjuist was geweest. Hans Blom, directeur van Oorlogsdocumentatie in de jaren 1996-2007, noemde de actie van zijn voorganger L. de Jong tegen Aantjes, op een symposium in 2011 "het grootste bedrijfsongeluk in de geschiedenis van het NIOD" (bron: Chris van der Heijden, de Groene Amsterdammer van 7 december 2011).